# Angel's Last Mission: Love
 (janvier 2021).
Production
Diffusion
Angel's Last Mission: Love (en coréen : 단, 하나의 사랑 . RR: Dan, Hanaui Sarang; littéralement : « Dan, seulement l'amour ») est une série télévisée sud-coréenne de 2019 mettant en vedette Shin Hye-sun, Kim Myung-soo, Lee Dong-gun, Kim Bo-mi, Do Ji-won et Kim In-kwon . Le drama a été diffusé les mercredis et jeudis de KBS2 à 22 h 0 (KST) du 22 mai au 11 juillet 2019.

## Synopsis
Lee Yeon-seo ( Shin Hye-sun ) est une ballerine à succès extrêmement talentueuse grâce à la compagnie Fantasia Ballet de sa famille. Cependant, elle a souffert d'un accident dévastateur qui l'a rendue aveugle. Elle est froide et exigeante envers tout le monde, y compris son personnel, son fidèle secrétaire/majordome et sa famille qui est complice dans divers affaires. Dan (Kim Myung-soo) est un ange optimiste et insouciant qui a toujours des ennuis. Afin de retourner au paradis, il se voit confier la mission soi-disant impossible de trouver le véritable amour pour Yeon-Seo, mais finit par tomber amoureux d'elle.

## Distribution

### Principaux
- Shin Hye-sun en tant que Lee Yeon-seo / Giselle [3]

Une ballerine qui n'a jamais cru en l'amour. Elle est exigeante envers son personnel jusqu'à ce que Dan les renvoie même si elle leur a ordonné de ne pas partir.
- Kim Myung-soo en tant que Dan / Kim Dan / Yoo Seong-woo [4]

Un ange qui ne peut retourner au Paradis que s'il parvient à accomplir sa mission.
- Lee Dong-gun en tant que Ji Kang-woo [5]

Il est le mentor et le professeur de ballet de Yeon-seo. C'est un ange déchu qui est obsédé par elle puisqu'elle est le sosie de son amour décédée
- Kim Bo-mi en tant que Geum Ni-na [6]

La cousine de Yeon-seo, qui est aussi une ballerine. Elle a le béguin pour Kang-woo.
- Do Ji-won en tant que Choi Yeong-ja [7]

La Mère de Ni-na et directrice du Ballet Fantasia. Une femme avide qui ne recule devant rien pour obtenir ce qu'elle veut.
- Kim In-kwon en tant que Hu [8]

Un archange qui donne des missions à Dan.

### Rôles secondaires
- Lee Ye-na en tant que Hwang Jeong-eun [9]
- Woo Hee-jin en tant que Chung Yu-mi [10]
- Lee Hwa-ryong en tant que Park Gyeong-il [11]
- Gil Eun-hye en tant que Geum Ru-na

La cousine de Yeon-Seo ferait n'importe quoi pour que sa sœur obtienne ce qu'elle veut. Elle est encore plus rusée que sa mère dans ses complots.
- Kim Seung-wook en tant que Geum Ki-chun
- Lee Je-yun en tant que Ki Joon-soo
- Jo Sung-hyun en tant que Ko Sung-min
- Park Won-sang en tant que directeur de la compagnie de ballet

### Apparitions spéciales
- Jang Hyun-sung en tant que Cho Seung-wan (Ép. 1-2)
- Kim Ki-moo en tant que le voleur de biche (Ép.1)
- Lee Se-na en tant que la mère de Yeon-seo (Ép.2)
- Lee Seok-jun en tant que le père de Yeon-seo (Ép.2)
- Park Sang-myun (Ép. 2, 7, 9, 11-12)

## Production
La première lecture du scénario a eu lieu le 18 janvier 2019 à l'Annexe de la station de radiodiffusion KBS à Yeouido, en Corée du Sud.